# Homma Munehisa
Homma Munehisa (jap. 本間 宗久, auch: Honma Munehisa oder On-Lesung: Homma Sōkyū; * 1724 in Sakata; † 1803)  war ein japanischer Reishändler aus Sakata. Sein Spitzname war Gott der Märkte.

## Leben
Homma entstammte einer reichen Familie aus dem Nordwesten Japans. Obwohl er der jüngste Sohn war, übernahm er 1750 das Familienunternehmen und wurde Reishändler und Nachfolger seines Vaters. Er arbeitete zunächst in seiner Heimat Sakata und kam dann nach Dojima bei Ōsaka, wo Reis für ganz Japan gehandelt wurde. Homma Munehisa war wahrscheinlich der erste, der sich für historische Reispreise interessierte. Er soll Erfinder der Kerzengraphik (in Japan auch Sakata-Strategie) sein, eine Technik zum Veranschaulichen von Kursschwankungen. Er veröffentlichte später Bücher zur Interpretation der Ergebnisse. Diese Technik wurde durch Steve Nison in den späten 1990ern populär gemacht.
Mit dieser Technik brachte er den gesamten Reismarkt unter seine Kontrolle und wurde zum reichsten Mann Japans, da Vermögen damals in Koku Reis gemessen wurde und dieser die Haupteinnahmequelle der Daimyō war.
Er erkannte vor allem die Wichtigkeit schneller Information. So errichtete er eine Kette von Winkern die, auf Hausdächern stehend, Flaggensignale weiterleiteten. So konnten wichtige Informationen von Sakata sehr schnell über 600 km nach Ōsaka übermittelt werden. Etwa 150 Menschen arbeiteten in dieser Kette.
Wegen seines Erfolges wurde er später Samurai und Finanzberater der japanischen Regierung.

## Bücher
Im Jahre 1755 beschrieb Homma Munehisa seine Erkenntnisse in dem Buch San’en Kinsen Hiroku (三猿金泉秘録, deutsch etwa: „Die Quelle des Geldes - Bemerkungen der drei Affen zum Geld“), eines der ersten Bücher zum Thema Marktpsychologie. Die Drei Affen haben in Japan eine andere Bedeutung als in Europa. Nach Nison sind sie wie folgt zu interpretieren:
- „Nichts Böses sehen“: Wenn man fallende (steigende) Kurse sieht, keine Panik, sondern gezielt kaufen/verkaufen.
- „Nichts Böses hören“: Wenn man von fallenden (steigenden) Kursen hört, nichts auf Gerüchte geben
- „Nichts Böses sagen“: Nicht anderen erzählen was man handeln wird

Er soll auch noch an zwei weiteren Büchern beteiligt gewesen sein.
- Sakata Senjutsu Shōkai (酒田戦術詳解): Ausführliche Kommentare zur Kerzengraphik (Sakata-Strategie)
- Homma Sōkyū Sōba Zanmaiden (本間宗久相場三昧伝)

## Japanischer Reismarkt im 17. Jahrhundert
In der Edo-Zeit wurde Reis zunächst über Tauschhandel gehandelt. Etwa ab 1710 war man bemüht den Markt saisonunabhängig zu machen. So wurden die Ernten bereits verkauft, bevor sie eingebracht wurden (Future). Der reale Reis wurde durch einen Reiscoupon, eine Art Schuldschein, ersetzt, der später gegen den realen Reis getauscht wurde. Diese Coupons wurden nun wieder selbst zur Handelsware.
Der Missbrauch des Verfahrens führte dann dazu, dass 1749 110.000 Ballen Reis gehandelt wurden, obwohl in ganz Japan zu der Zeit nur 30.000 produziert wurden.
siehe auch: Fudasashi